# Калмыцко-ногайские конфликты 1711 и 1715 годов

В 1711 году во время русско-турецкой войны кубанский сераскир Бахти-Гирей предпринял набег на южнорусские земли, но был остановлен калмыцким ханом Аюкой. Чтобы предотвратить военное выступление кубанских татар (Кубань в тот период являлась частью Крымского ханства), было решено направить войско на Кубань. В мае 1711 года 3 пехотных и 3 драгунских полка (6300 человек) под командованием казанского губернатора Петра Апраксина вышли из Казани. Калмыцкий хан Аюка послал на Кубань в помощь русским 20-тысячное войско во главе с Чакдор-Джабом, который узнал, что кубанские татары, услышав о большом походе калмыков, начали переправляться через Кубань в горы, где 
«над ними поисков чинить невозможно» и «калмыцким войскам дал волю итти на кубанцев вперед, которые сколько их, кубанцев, на обеих сторонах реки Кубани найти могли, всех перерубили, а жен и детей их многие тысячи побрали в полон, а лошадей и скота их отогнали весьма великое множество».
Все Прикубанье было полностью опустошено и разорено. Калмыки захватили верблюдов – 2 000, лошадей – 40 000, рогатого скота — 100 000, овец — 250 000. Известно, что калмыками был разбит трёхтысячный кубанский отряд Чан-Арслана а в сентябре было разбито войско нурэддина Бахты-Гирея.
В начале 1715 года кубанский сераскир Бахты-Гирей предпринял ответный поход против калмыков. Он совершил успешный набег на калмыков под Астраханью, разорил ставку Аюки-хана. Бахты-Гирей вывел из Калмыкии в Прикубанье 1220 кибиток юртовских татар, а также других ногайцев, кочеваших в низовьях Волги. На Кубань были переведены улусы Эль-мурзы и Султан-Мамбет-мурзы Тинбаевых в количестве около тысячи кибиток. Из Калмыкии были выведены все едисанцы и джембуйлуковцы (10300 кибиток). Таким образом, «улус» Бахты-Гирея на Кубани увеличился более чем на 60 тыс. человек.
В 1716 году часть едисанцев и джембуйлуковцев захватили кабардинцы и передали их калмыкам. В то же время против Бахты-Гирея выступил крымский калга Менгли Гирей-султан, к которому присоединились китаи-кипчакские мурзы. В дальнейшем политическая обстановка привела к тому что союз калмыков с Бахты-Гиреем стал выгоден обеим сторонам по ряду причин. Тогда Бахты-Гирей заключает соглашение с Аюкой, пообещав ему вернуть едисанцев и джембуйлуковцев в обмен на помощь в борьбе с китаи-кипчаками.
В начале 1717 года сын Аюки, Чакдор-Джаб, двинулся на Кубань, разгромил китаи-кипчакские улусы и, согласно договоренности, вывел с Кубани едисанцев и джембуйлуковцев.